# Empijem žučnjaka
Empijem žučnjaka (lat. Empyema vesicae fellae) nastaje kada se začepi vod žučnog mjehura (lat. ductus cysticus) i u tom slučaju žuč iz jetre ne ulazi u žučnjak. Žuč i dalje luči vodu i minerale koji se nakupljaju u lumenu žučnog mjehura a žučne boje (bilirubin) se resorbiraju iz lumena. Na taj se način žučni mjehur napuni bistrom tekućinom koja napinje stijenke mjehura. Ako nema infekcije ova tekućina ostaje bistra i ovo se naziva hidrops žučnog mjehura.
Ako se unutar žučnog mjehura nalaze bakterije tada se žuč zamuti zbog bakterija i bijelih krvnih stanica te nastaje tekućina koja se naziva gnoj. Ako je cistični vod začepljen gnoj ne može izaći izvan mjehura te se nakuplja unutar lumena, a infekcija se širi na stijenke mjehura koje postanu otečene, a žučni mjehur postane napet. Kada je žučni mjehur napunjen gnojem naziva se empijem žučnog mjehura.
Empyema (od grčke riječi: ἐμπύημα) kolekcija je gnoja u prirodnoj anatomskoj šupljini poput pleuralne šupljine ili žučnjaka. Apsces je formacija gdje se gnoj nalazi u novonastaloj šupljini.